# سعيد صليبي
سعيد صليبي الجميلي (1922-1969) عسكري عراقي، كان من أركان حكم الرئيسين عبد السلام وعبد الرحمن عارف (1963-1968) فتولى عدة مناصب عسكرية منها مدير الحركات بوزارة الدفاع وآمر موقع بغداد العسكري وآمر الانضباط العسكري .

## ولادته ونشأته
ولد في مدينة الرمادي بتاريخ 1 يوليو 1922م، تخرج في الـكلية الـعسكرية الـملكية العراقية في أربعينيات القرن الماضي .

## مناصبه العسكرية
شـغل العديد من المناصب منها :-
- مدير الحركات عام 1963م .
- قائد موقع بغداد وآمر الانضباط العسكري 1963-1968م .
- حائز على العديد من الأوسمة والأنواط منها وسام الرافدين من الدرجة الثانية والدرجة الثالثة .

## أدواره العسكرية
- من الأبطال الـمشاركين في حـرب فـلسطين عام 1948م - 1949م ,[1] و حروب 1967م - 1968م - 1969م
- شارك بشكل رئيسي في حركة 18 تشرين الثاني التصحيحية عام 1963 في ازاحة البعثيين عن الحكم.
- أسهم عسكرياً بشكل رئيسي في إفشال حركة عارف عبد الرزاق الانقلابية على الرئيس عبد السلام عارف في 15 سبتمبر 1965 .

## دوره السياسي
ضغط لتولية الرئيس عبد الرحمن عارف بعد مصرع الرئيس عبد السلام عارف وتم له ذلك.

## كتب عنه
قدم الباحث العراقي نوفل السلماني رسالة ماجستير عنه أجيزت من كلية الآداب في جامعة الأنبار عام 2016 ، وطبعت كتاباً بعنوان «سعيد صليبي ودوره في تاريخ العراق المعاصر» صدر عن دار البيارق للنشر والتوزيع ببغداد عام 2019 .